# 法比奥·席尔瓦
法比奥·丹尼尔·苏亚雷斯·席尔瓦（葡萄牙語：Fábio Daniel Soares Silva，2002年7月19日—）是一名葡萄牙足球运动员，現效力於英超俱乐部狼隊，葡萄牙國家足球隊成員。

## 职业生涯
施華於波圖青年隊开始职业训练，在2015年随其兄转投波尔图对头本菲卡，两年后又回到波尔图。至2019年2月，他在26场U19比赛中踢入20个进球，被主教练沙治奧·干斯卡奧召入一线队训练。
2019年8月10日波尔图对吉爾維森特的比赛是席尔瓦的葡超联赛首秀，他于最后11分钟替换奥塔维奥上场。9月19日，他于欧洲联赛波尔图对伯尔尼年轻人的比赛出场，打破魯本·內維斯的记录成为俱乐部历史上参加欧洲比赛的最年轻球员。六天后他于波尔图对辛達卡拉的葡萄牙聯賽盃小组赛首发上场，成为俱乐部历史上最年轻的首发球员。
2019年10月19日，席尔瓦于葡萄牙盃第三轮波尔图对科英布拉体育的比赛中取得一线队首次进球，时隔一个月再次打破内维斯的记录成为俱乐部最年轻的进球球员。八天后于波尔图对法马利康的葡超比赛中又一次打破内维斯的记录成为波尔图历史上最年轻的联赛进球球员。2019年11月10日，席尔瓦于波尔图对博維斯塔的葡超比赛中成为俱乐部历史上最年轻的联赛首发球员。

### 狼隊
2020年9月5日，狼隊以3500萬英鎊從波尔图簽下法比奥·席尔瓦，打破劳尔·希门尼斯3000萬英鎊的轉會紀錄。
2020年9月21日，席爾瓦在球隊對上曼城的主場比賽中首次英超亮相。
2020年12月21日，席爾瓦在狼隊對上伯恩利的比赛中制造点球并主罚命中，成为狼队历史上最年轻的英超联赛进球球员，同时打破C罗的记录成为在英超联赛进球的最年轻葡萄牙球员。

## 个人生活
席尔瓦出生于波爾圖區贡多马尔。他的父亲豪爾赫是一名防守型中场球员，曾在2001年效力博維斯塔时夺得联赛冠军。他的哥哥，也叫豪爾赫，为意甲球队拉齐奥效力。

## 榮譽

### 球會
波尔图
- 葡萄牙足球超级联赛冠軍：2019-20
- 葡萄牙盃冠軍：2019-20

 PSV燕豪芬
- 荷蘭盃冠軍：2022-23

### 個人
- 狼隊年度最佳青年球員：2020–21賽季